# 長ぐつをはいたネコ 『悪の三銃士』
『長ぐつをはいたネコ 『悪の三銃士』』（ながぐつをはいたネコ『あくのさんじゅうし』、原題: Puss in Boots: The Three Diablos）は、2012年のアメリカ合衆国のコンピュータアニメーション・アドベンチャー・コメディ映画。
2011年に公開された『長ぐつをはいたネコ』の続編にあたる。監督はラマン・ヒュイ、長ぐつをはいたネコの声をアントニオ・バンデラスが担当している。2012年2月24日に発売された『長ぐつをはいたネコ』のDVDとBlu-ray（3D）の特典映像として収録されています。長ぐつをはいたネコが、スリーディアブロスを連れ、盗まれた王女のルビーをフランスの悪名高い大泥棒、ムッシュ・ささやきから取り戻すというストーリー。

## ストーリー
『長ぐつをはいたネコ』で起こった事件からしばらくして、プスは砂漠を馬で走っている時だった。イタリアの騎士に捕まり、王国の至宝である「ハート・オブ・ファイヤー」と呼ばれるルビーを失った王女、アレッサンドラ・ベラガンバのもとに連れて行かれる。最初は、プス自身が盗難の罪で不当に起訴されていると思い込んでいたが、後に王女は彼の評判を聞いて雇いたいだけであることが判明する。実際は、ムッシュ・ささやきと呼ばれるフランスの泥棒が犯人で、王女の騎士が彼の子分3人を捕らえたことが後に判明する。その子分は3匹の子ネコ（通称: ディアブロス）だった。子ネコが盗賊であるということにプスは信じていなかったが、王女や護衛たちは彼らを恐れていた。ディアブロスは、ルビーを王女に返せば自由になれるという約束で、プスを助けることに同意する。
しかし、ディアブロスを砂漠に連れて行くと、すぐに裏切られ、生き埋めにされてしまう。その後、プスはディアブロスの目を盗んで逃げ出し、ディアブロスを奪還する。その夜、自分を裏切ったディアブロスを刑務所に送り返そうと話すが、彼らには家族が居らず、自分と同じ孤児であることを知る。そして、ささやきが彼らにしたように、ハンプティにも裏切られた過去があることを例に挙げ、誰を信じればいいのか分からず、裏切られながら成長するのは大変なことだと、同情的に話すのだった。そして、プスはディアブロスを正しい方向に導くことを決意し、戦い方を訓練し、一緒に遊んで、友達になる。そして、彼らにペルラ、ゴンザロ、ティモテオ・モンテネグロ三世という名前を付ける。
翌日、心を入れ替えたディアブロスたちは、ささやきの秘密の隠れ家にプスを案内する。すると早速、ささやき本人が現れる。ささやきはその名の通り、声のボリュームが小さく、帽子をメガホン代わりにしている。また、ささやき自身がルビーを自分のベルトの飾りにしていることも判明する。ディアブロスがルビーを取り戻すためにプスを連れてきたことを知ったささやきは、彼らの裏切りを罰しようとするが、プスは彼と戦い、ディアブロスを逃がす。しかし、ディアブロスは、プスから学んだことを実践し、ささやきは底なし沼に落ち、プスはルビーを取り戻す。そして、ルビーを王女に返し、報酬を得たプスは、新たな護衛としてディアブロスを贈り、彼らは別れを告げるのだった。

## キャスト
括弧内は日本語吹替版声優を指す。
- 長ぐつをはいたネコ（プス）: アントニオ・バンデラス（竹中直人）
- 衛兵長: ジル・マリーニ（英語版）
- 従者パオロ: ジル・マリーニ
- アレッサンドラ・ベラガンバ: シャーロット・ニューハウス（英語版）
- 食事を強請る囚人: クリス・ミラー（英語版）
- 水を強請る囚人: ウォルト・ドーン（英語版）
- トイレットペーパーを強請る囚人: ブレット・マーネル
- ゴンザロ: マイルズ・クリストファー・バクシ
- ティモテオ・モンテネグロ三世: マイルズ・クリストファー・バクシ
- ペルラ: ニナ・ゾーイ・バクシ
- ムッシュ・ささやき: ギョーム・アレトス

## 封切り

### DVDリリース
本作は、2012年2月24日に『長ぐつをはいたネコ』とともに公開された。

## 作品の評価
ブレット・マーネルは、本作で第40回アニー賞のテレビアニメ・その他放送局作品部門の最優秀賞にノミネートされた。